# Sarpsborg
Sarpsborgⓘ ist eine Stadt und Kommune im Südosten Norwegens, in der Provinz (Fylke) Østfold. Sie grenzt im Norden an Våler und Skiptvet, im Osten an Rakkestad und Halden und im Westen an Fredrikstad und Råde. 1992 wurde Sarpsborg mit den heutigen Ortsteilen Tune, Varteig und Skjeberg vereint. Ein Wahrzeichen der Stadt ist der Wasserfall Sarpsfossen.

## Geschichte
Bereits vor 3500 Jahren gab es hier erste Siedlungen mit Tierhaltung und Landwirtschaft. Davon zeugen viele bis heute erhaltene Felszeichnungen (Hornesfeltet und Solbergfeltet) und Grabstätten. Im Gebiet um Sarpsborg befinden sich die meisten in Norwegen registrierten Felszeichnungen aus der Stein- und Bronzezeit. Viele dieser vorgeschichtlichen Zeugnisse sind entlang der Altertumsstraße (Oldtidsveien) zwischen Sarpsborg und Fredrikstad zu sehen. Eine der größten Einzelzeichnungen ist das Bjørnstadschiff im Ortsteil Skjeberg mit einer Fläche von 4 mal 1,5 Meter. Das Solbergfelt enthält auf 2 Felsflächen insgesamt 100 Zeichnungen von Schiffen, Wagen, Sonnenrädern und Fruchtbarkeitssymbolen. In Hornes im Ortsteil Skjeberg befinden sich Felszeichnungen von 21 Schiffen mit Ruderern sowie eine der größten Rösen aus der Bronzezeit. Zu einer der größten Fundstellen gehört das Opstadfelt mit 150 Grabstellen, Bautasteinen und Steinreihen, wo von der Eisenzeit bis in die Wikingerzeit Bestattungen durchgeführt wurden. Im Zentrum von Sarpsborg, im Kulåspark gibt es 40 große und kleine Grabhügel aus dieser Zeit.
Sarpsborg ist Norwegens drittälteste Stadt. Sie wurde 1016 mit dem Namen „Borg“ von Olav dem Heiligen gegründet. Borg war von der Gründung bis zum Tod Olavs 1030 Norwegens Hauptstadt. Der jetzige Name wird seit dem 12. Jahrhundert verwendet. Während des Dreikronenkrieges (1563–1570) brannten schwedische Truppen 1567 die Stadt nieder. Die Einwohner zogen entlang des Flusses Glomma und gründeten 1569 die Stadt Fredriksstad nach dem damaligen König Fredrik II. Später wurde die Genitivform aus dem Namen entfernt und die Stadt bekam den noch heute gültigen Namen Fredrikstad. Zu dieser Zeit war der Ort Gleng alles, was von Sarpsborg übrig geblieben war. Die Reste der Stadt wurden 1702 durch einen Erdrutsch vernichtet. Ab 1837 war Sarpsborg ein Teil von „Tune herred“, aber 1839 wurde Sarpsborg ausgegliedert und die neue Stadt, die sich nach und nach auf dem alten Platz entwickelt hatte, erhielt den Stadtstatus. Zum Zeitpunkt der Neugründung der Stadt waren der Betrieb von Sägemühlen und der Handel mit Bauholz bestimmend für ihre Wirtschaft. Ein Wendepunkt war 1878, als die Eisenbahnbrücke über den Wasserfall Sarpsfossen gebaut wurde. Mit der Gründung der Aktiengesellschaft Hafslund 1898 wurde der Wasserfall zur industriellen Energieerzeugung genutzt und trug wesentlich zur Entwicklung der Papier- und Zelluloseindustrie bei. 
Auf Initiative des Diplomaten Terje Rød-Larsen fanden 1993 in einer Villa in Sarpsborg Friedensgespräche statt, die in die Vereinbarungen der Oslo-Abkommen mündeten.
Zur 1000-Jahr-Feier 2016 wurden Straßen, Plätze und Parks der Stadt teilweise neu gestaltet.

## Wirtschaft

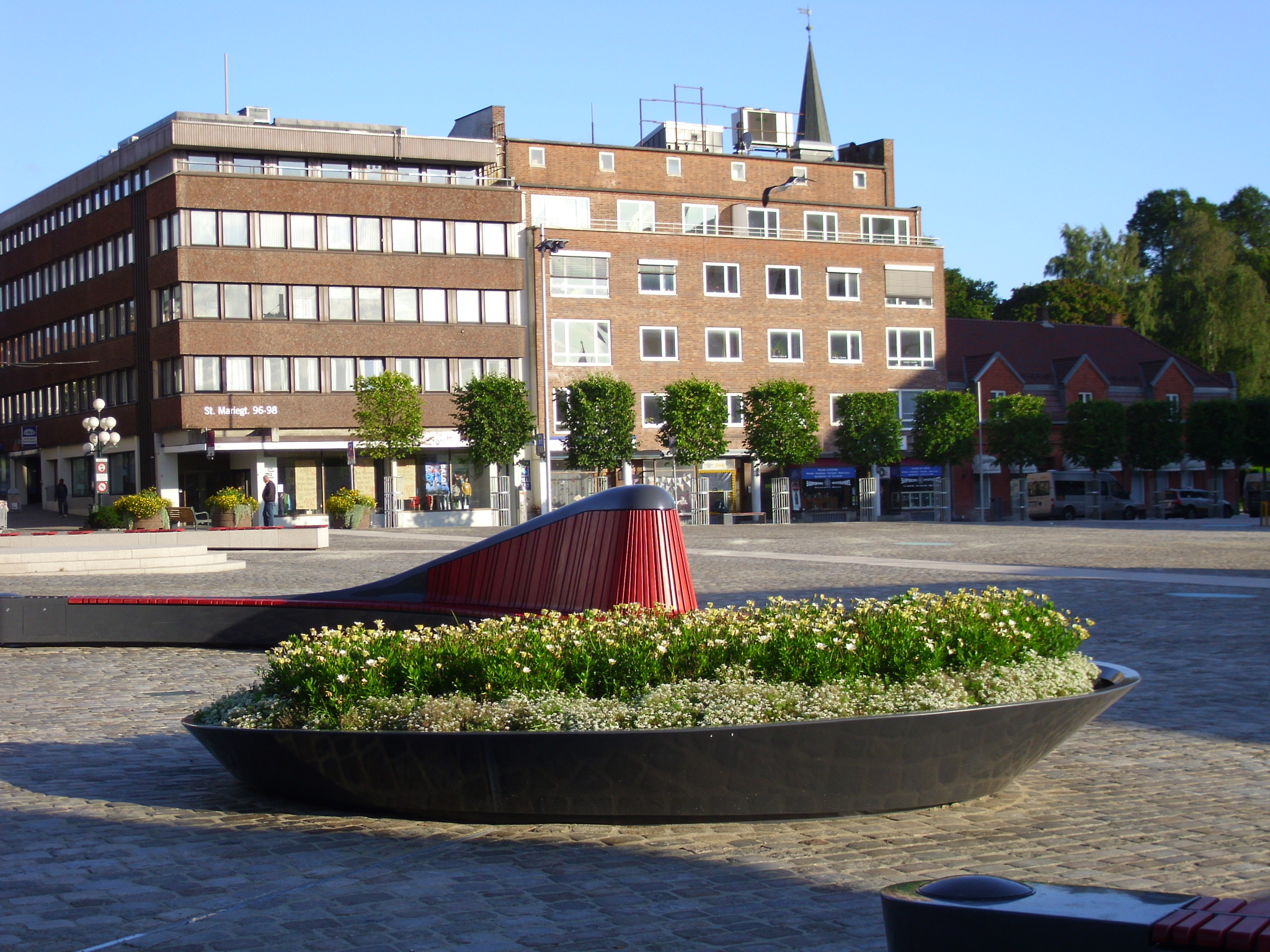
Marktplatz Sarpsborg

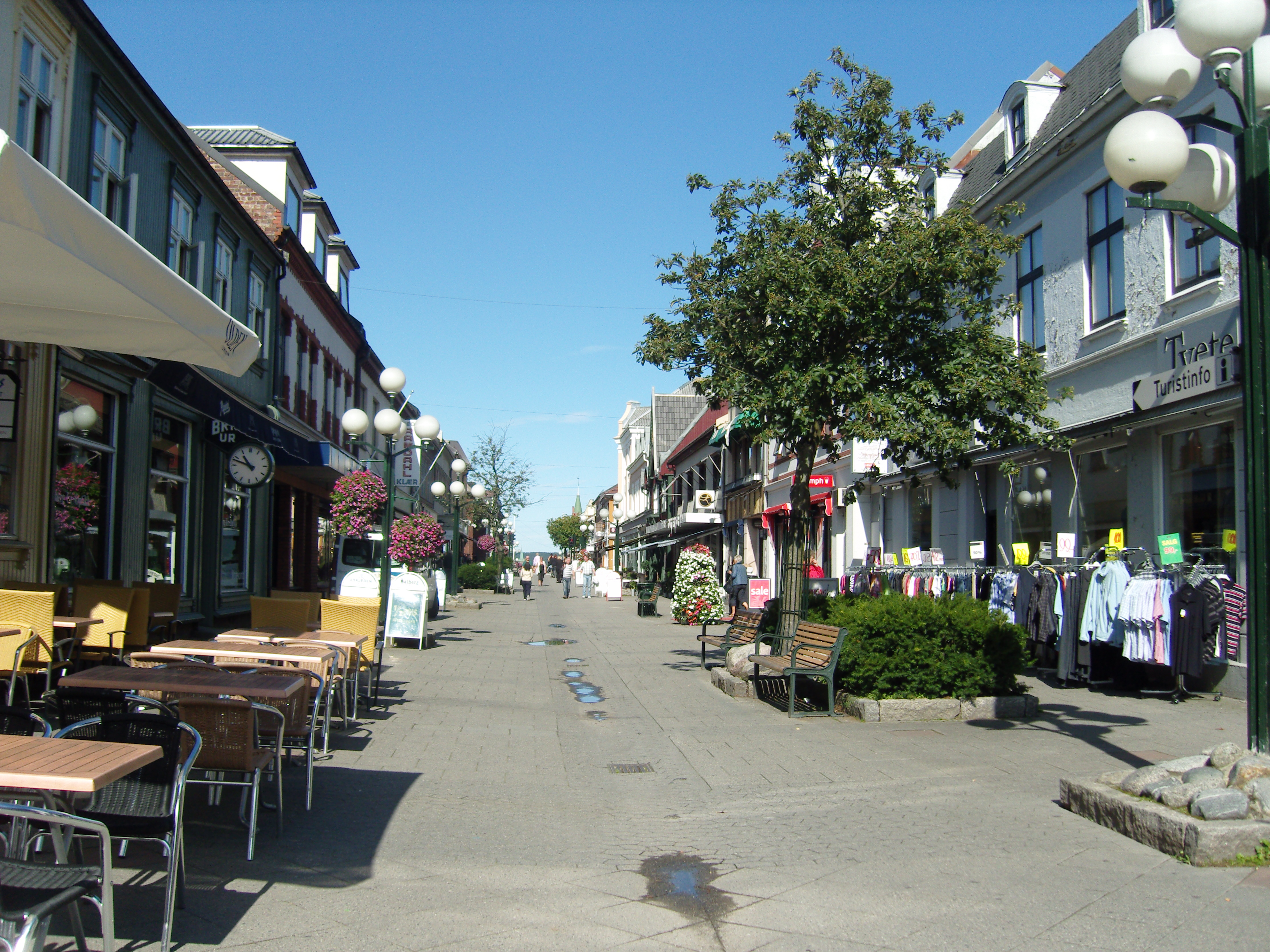
Fußgängerzone Sarpsborg

Der größte Industriebetrieb Sarpsborgs ist Borregaard. Er wurde Ende des 18. Jahrhunderts gegründet und war ursprünglich hauptsächlich ein Papier- und Zellulosebetrieb. Heute ist er eine international tätige Firma mit 1050 Beschäftigten, die neben der Holzverarbeitung moderne Chemikalien für Industrieprozesse, die Lebensmittel- und Arzneimittelindustrie sowie die Fischerei und Landwirtschaft herstellt. Borregaard gehörte 1986–2012 zum Orkla-Konzern. Seit der Trennung von Orkla ist Borregaard ein an der Osloer Börse notiertes Unternehmen.
Eine weitere Firma in der holzverarbeitenden Industrie sind Peterson Emballasje und Nordic Paper. Die Stadt ist traditioneller Standort der Brauereiindustrie. 1855 wurde die erste Brauerei gegründet, aus der die spätere Borg Brauerei hervorging. Die heutige Hansa Borg Bryggerier ist die zweitgrößte Brauereigruppe Norwegens.

## Kultur und Sehenswürdigkeiten
Jährlich finden im Juli/August die Olav-Tage (Olavsdagene) statt, ein Kulturfestival mit Konzerten, Theateraufführungen, Ausstellungen und Volksfesten, die an die Wikingertraditionen erinnern. Tradition hat auch das Gleng Musikfestival mit Jazz-, Rock- und Popkonzerten, für die der Kulåspark der Hauptveranstaltungsort ist.
Hervorzuhebende Sehenswürdigkeiten Sarpsborgs sind:

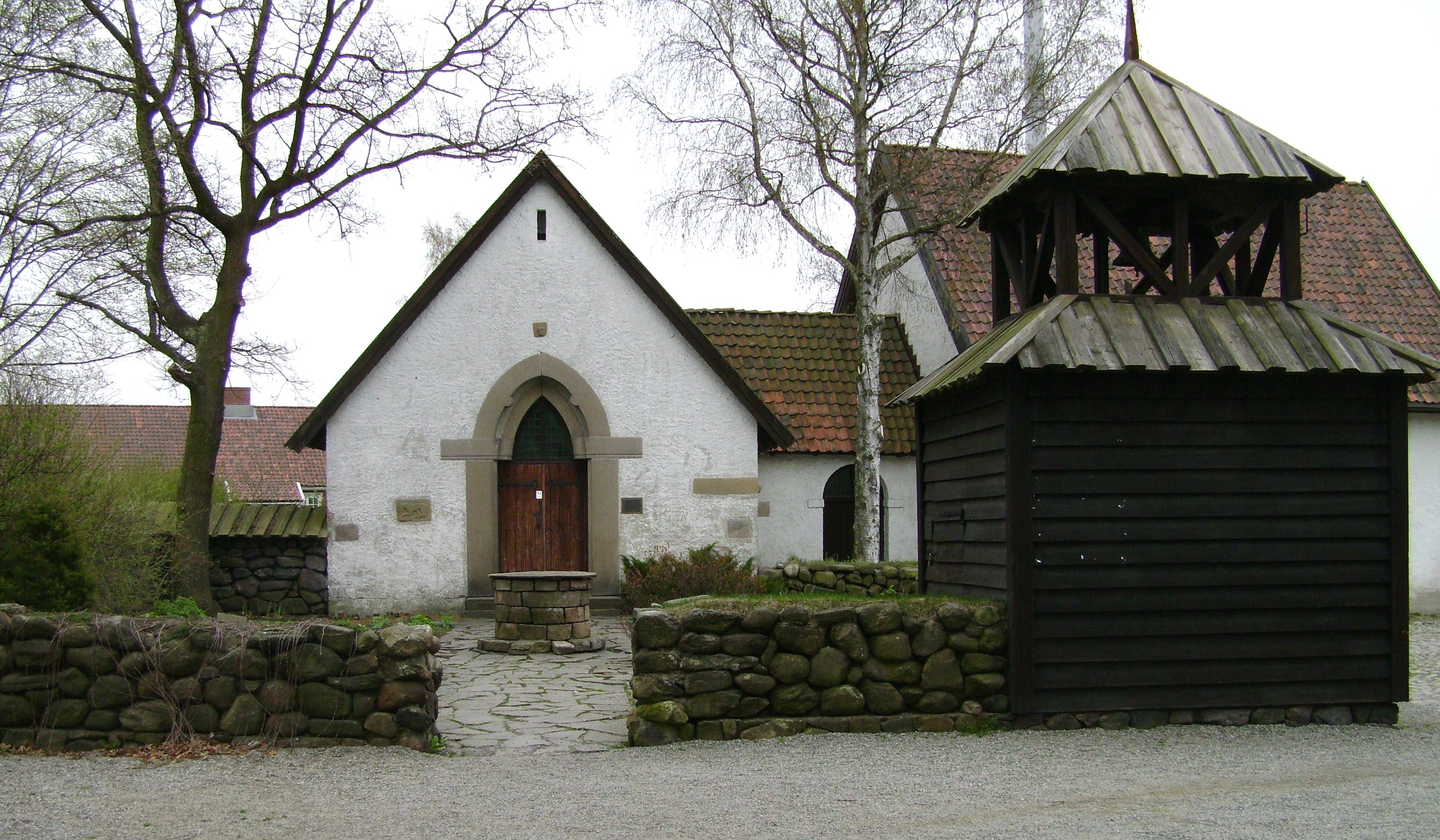
St. Olavskapelle im Museumspark Borgarsyssel

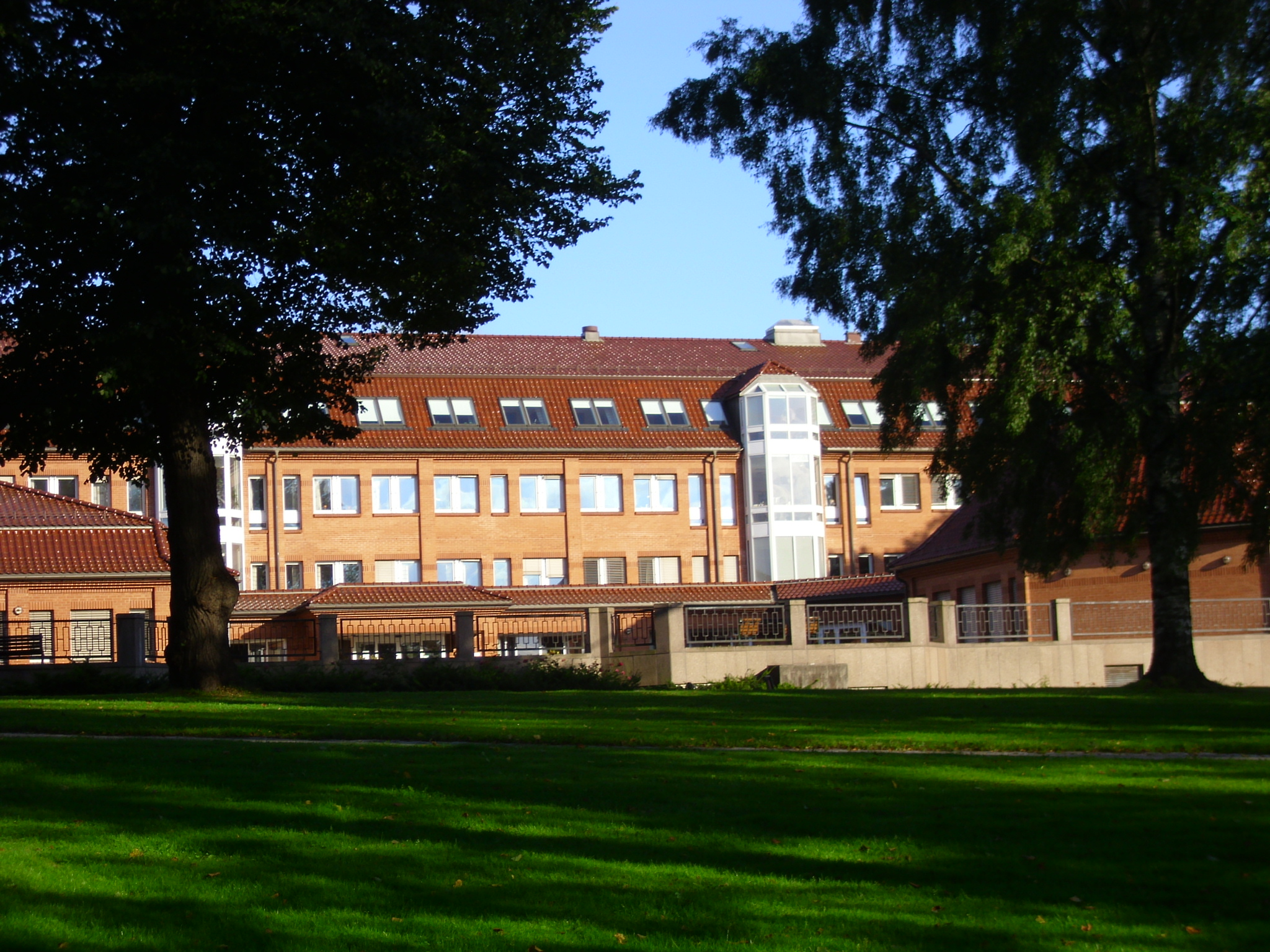
Rathaus Sarpsborg

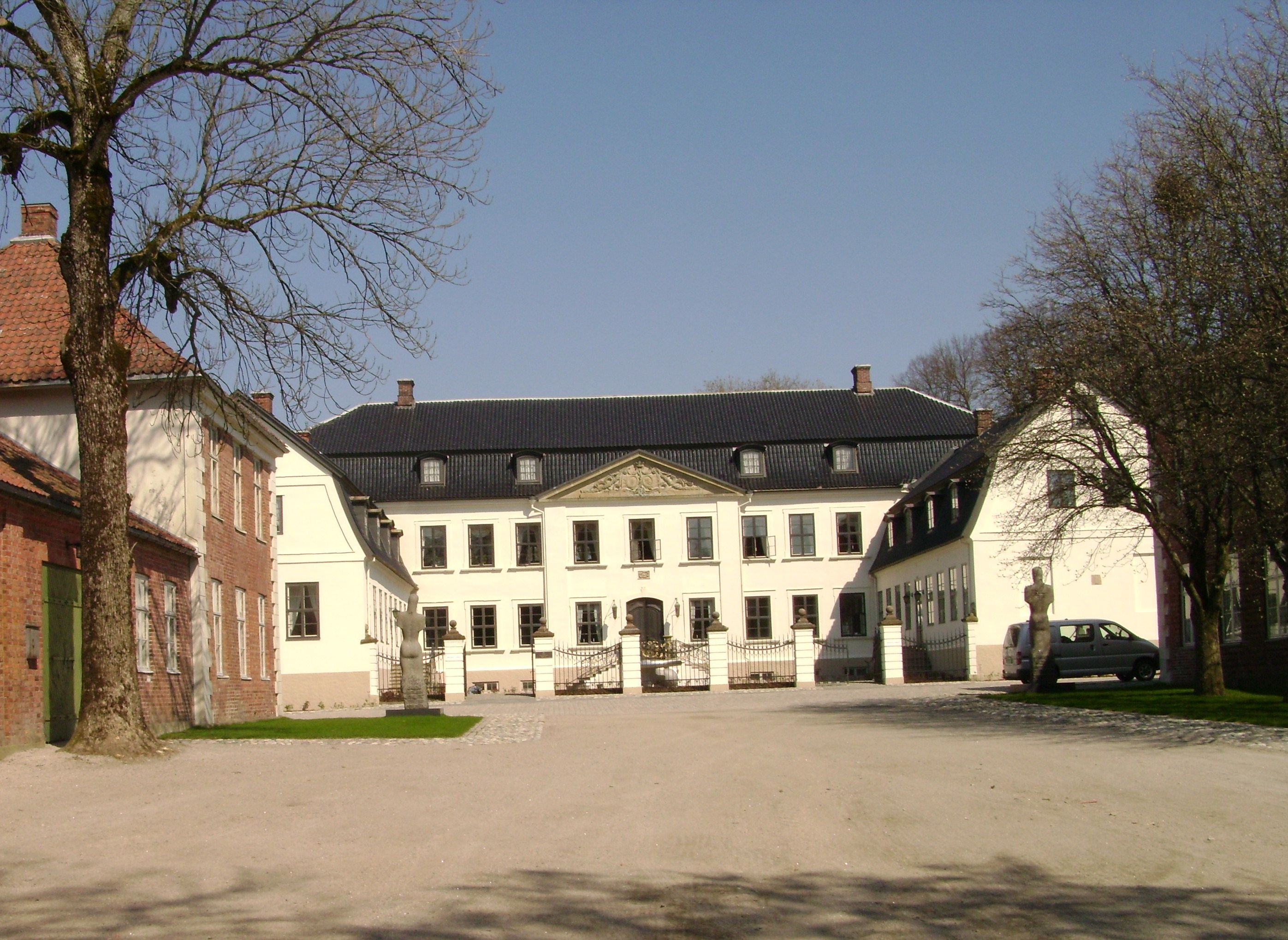
Hafslund Hovedgård

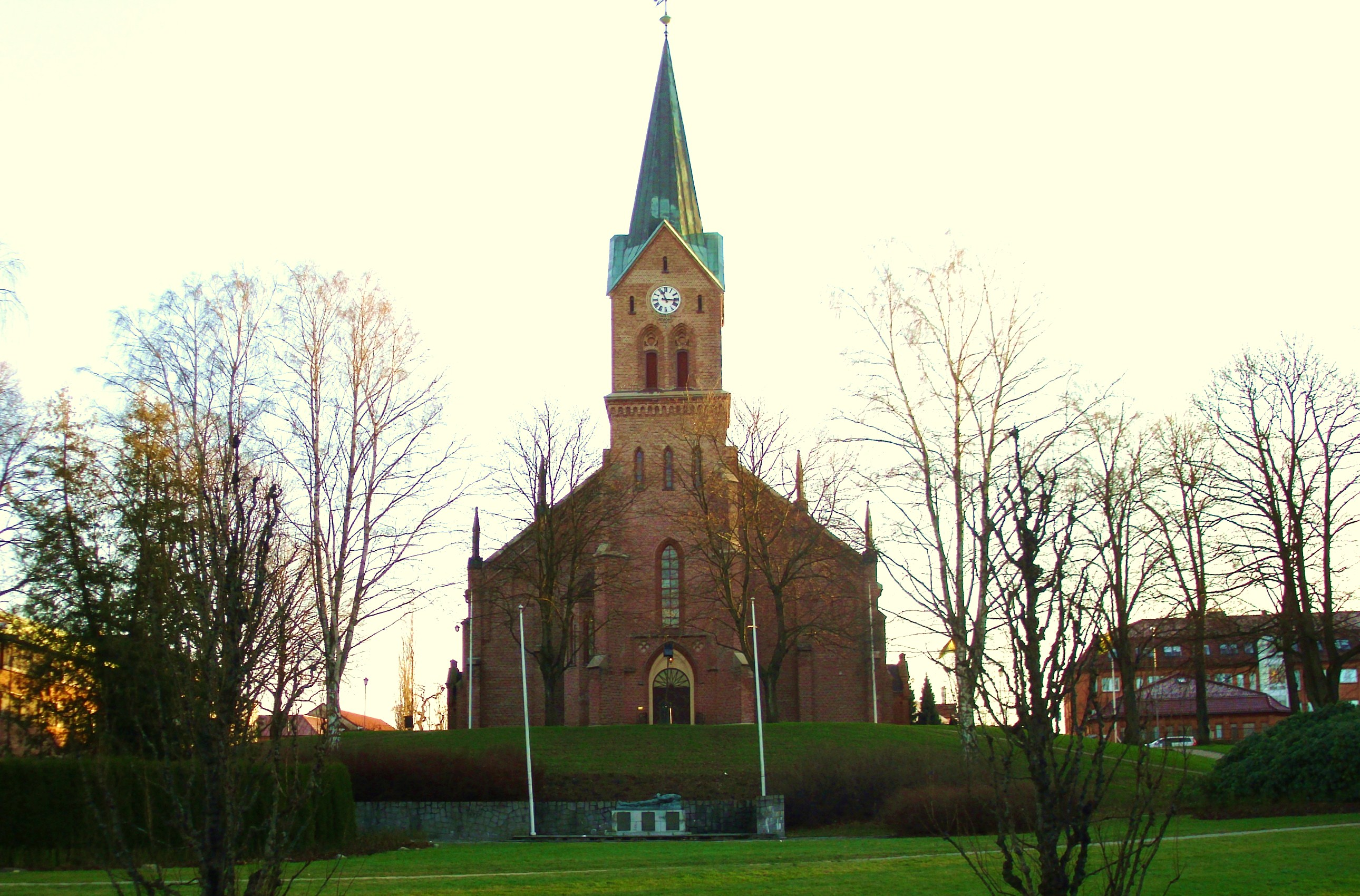
Kirche Sarpsborg

- Hafslund Hovedgård (Herrenhof) aus dem 17./18. Jahrhundert, der am Wasserfall Sarpsfossen liegt. Zum Herrenhof gehört ein Englischer Garten und ein Kornspeicher aus dem 19. Jahrhundert, der heute als Kunstgalerie dient.
- Borgarsyssel Museum in der Altstadt von Sarpsborg, in dem das  Regionalmuseum von Østfold und das Stadtmuseum von Sarpsborg vereint sind. Hier stand vor etwa 1000 Jahren die Burg von Olav dem Heiligen. Auf dem Gelände befinden sich mit den Ruinen der Nikolauskirche Reste aus der Gründerzeit Sarpsborgs. Das Museum zeigt Gegenstände aus den Anfängen der Besiedlung, alte Bauernhäuser aus Østfold, einen früheren Amtsmannhof sowie das alte Gasthaus von Gleng. Anlässlich des 1000-jährigen Jubiläums der Stadt wurde 2016 im Museum die Olavs Hall eröffnet, in der die Geschichte der Stadt von ihrem Ursprung bis zur Gegenwart dargestellt wird.
- Genesis, zur 1000-Jahr-Feier der Stadt durch den norwegischen Künstler Finn Eirik Modahl geschaffene Skulptur, die den jungen Olav darstellen soll, auf dem St. Marie plass.
- Soli Brug im Ortsteil Varteig ist ein ehemaliges Sägewerk. In den restaurierten Gebäuden finden jetzt Kunst- und Verkaufsausstellungen mit Gemälden, Grafiken und Keramikerzeugnissen statt.
- Inspiria Science Center (Wissenscenter), das 2011 eröffnet wurde und Wissenschaft durch eigenes Erleben und selbst durchgeführte Experimente vermittelt. Hier befindet sich auch das modernste Planetarium Norwegens.
- Storedal Kultursenter im Ortsteil Skjeberg ist ein besonderer Park, in dem Sehbehinderte und Sehende Kultur erleben sollen. Im Mittelpunkt steht die 20 Meter hohe Skulptur "Ode an das Licht", die die Besucher mit wechselnder elektronischer Musik entsprechend den jeweiligen Lichtverhältnissen begleitet. Der Park wurde zur Erinnerung an den norwegischen König Magnus Sigurdsson (der Blinde) errichtet, der 1117 auf dem Hof Storedal geboren wurde.
- Kulåspark im Zentrum von Sarpsborg ist die grüne Lunge der Stadt mit 40 Grabhügeln aus der Zeit um 200 bis 300 nach Christus. Auf der Freilichtbühne finden im Sommer zahlreiche Konzerte statt.
- Eidet Tømmertunnel (Floßtunnel) wurde von 1906 bis 1908 durch den Berg angelegt, um das Holz leichter zwischen dem Isnesfjord und dem See Visterflo flößen zu können. Der Tunnel hat eine Länge von 3170 Meter und einen Höhenunterschied von 21 Meter. Heute ist er ein Denkmal der Wasserbaukunst
- Der Dolmen von Skjeltorp (norwegisch: Skjeltorpdyssen) liegt in Skjeberg bei Sarpsborg.

In der Sarpsborg Kommune liegen 13 Kirchen. Die bekanntesten sind:
- Die Stadtkirche von Sarpsborg, die 1862 im neugotischen Stil erbaut wurde.
- Die Kirche von Skjeberg ist eine Steinkirche aus der 2. Hälfte des 13. Jahrhunderts, die im romanischen Stil erbaut wurde. Sie besitzt ein gotisches Eingangsportal und an den Kirchenmauern vier in Granit gemeißelte Häupter.
- Die Kirche von Ingedal ist eine Steinkirche aus der Zeit um 1250.
- Die Kirche von Varteig ist eine hölzerne Kreuzkirche aus dem Jahr 1859.
- Die Kirche von Hafslund ist eine rechteckige Kreuzkirche von 1891.
- Der Steinkreis von Rønneld besteht aus dem Steinkreis, dem Rest eines zerstörten Steinkreises und zwei runden Grabhügeln.

## Sport
Sarpsborg verfügt im Fußball, Eishockey und Unihockey über Sportklubs, die zur Spitze Norwegens zählen.
Dazu gehören 
- Sarpsborg 08 Fotballforening, Fußballklub, seit 2010 in der 1. norwegischen Liga
- Sparta Warriors, Eishockeyklub in der 1. norwegischen Liga
- Greåker Innenbandyklub, sechsfacher norwegischer Meister im Unihockey
- Sharks Sarpsborg, Innenbandyklub, zweifacher norwegischer Meister im Unihockey

Sarpsborg ist eine Golfstadt und hat den ältesten Golfplatz Norwegens. Gegenwärtig verfügt Sarpsborg über 3 Golfplätze mit 9 beziehungsweise 18 Löchern sowie mit dem Østfold Golfcenter die größte Golfhalle Norwegens.

## Partnerstädte
Sarpsborg pflegt Städtepartnerschaften mit

den nordischen Städten
- Struer in Dänemark
- Forssa in Finnland
- Södertälje in Schweden

sowie mit
- Berwick-upon-Tweed im Vereinigten Königreich
- Betlehem in den Palästinensischen Autonomiegebieten, seit 1997[4]
- Grand Forks in den USA, seit 2005